# Maison d'Oettingen
 (octobre 2024).
La maison d'Oettingen est une famille subsistante de la noblesse du Saint-Empire ayant régné sur le comté d'Oettingen du XIIe siècle à 1806.
En 1674, ses membres acquièrent le titre de prince du Saint-Empire.

## Héraldique
La maison d'Oettingen porte Vairé d'or et de gueules à l'écu d'azur en cœur, une croix d'André d'argent sur le tout.
| - Armoiries «Ötingen», Zurich, vers 1340 - Armoiries d'Oettingen, XVe siècle - Pièce de monnaie du XVIe siècle |

## Filiation simplifiée
- Louis Ier d'Oettingen (bg)
  - Louis II d'Oettingen (bg)
    - Louis III d'Oettingen (bg)
      - Louis V d'Oettingen (bg)
        - Frédéric Ier d'Oettingen
          - Frédéric II d'Oettingen
            - Louis X d'Oettingen (bg)
              - Frédéric III d'Oettingen (bg)
                - Wilhelm d'Oettingen (pl)
                  - Wolfgang Ier d'Oettingen (en)
                    - Louis XV d'Oettingen-Oettingen (bg)
                      - Louis XVI d'Oettingen-Oettingen (bg)
                        - Godefroy d'Oettingen-Oettingen (de)
                          - Louis-Eberard d'Oettingen-Oettingen (bg)
                            - Joachim-Ernest d'Oettingen-Oettingen
                              - Albert-Ernest Ier d'Oettingen-Oettingen
                                - Albert-Ernest II d'Oettingen-Oettingen